# The DAO
The DAO est une organisation autonome décentralisée numérique et une sorte de fonds de capital-risque dirigé par ses investisseurs. Après son lancement en avril 2016 via une vente de jetons, elle devient l'une des plus grandes campagnes de financement participatif de l'histoire. Elle cesse son activité après qu'une grande partie de ses fonds ont été détournés au cours d'un piratage en juin 2016.
A sa création, The DAO a pour objectif de fournir un nouveau modèle d'affaires décentralisé pour organiser à la fois les organismes à vocation commerciale et à but non lucratif,. Elle est basée sur la Blockchain Ethereum et n'a pas de structure de gestion conventionnelle ni de conseil d'administration. Le code source de The DAO est open source.

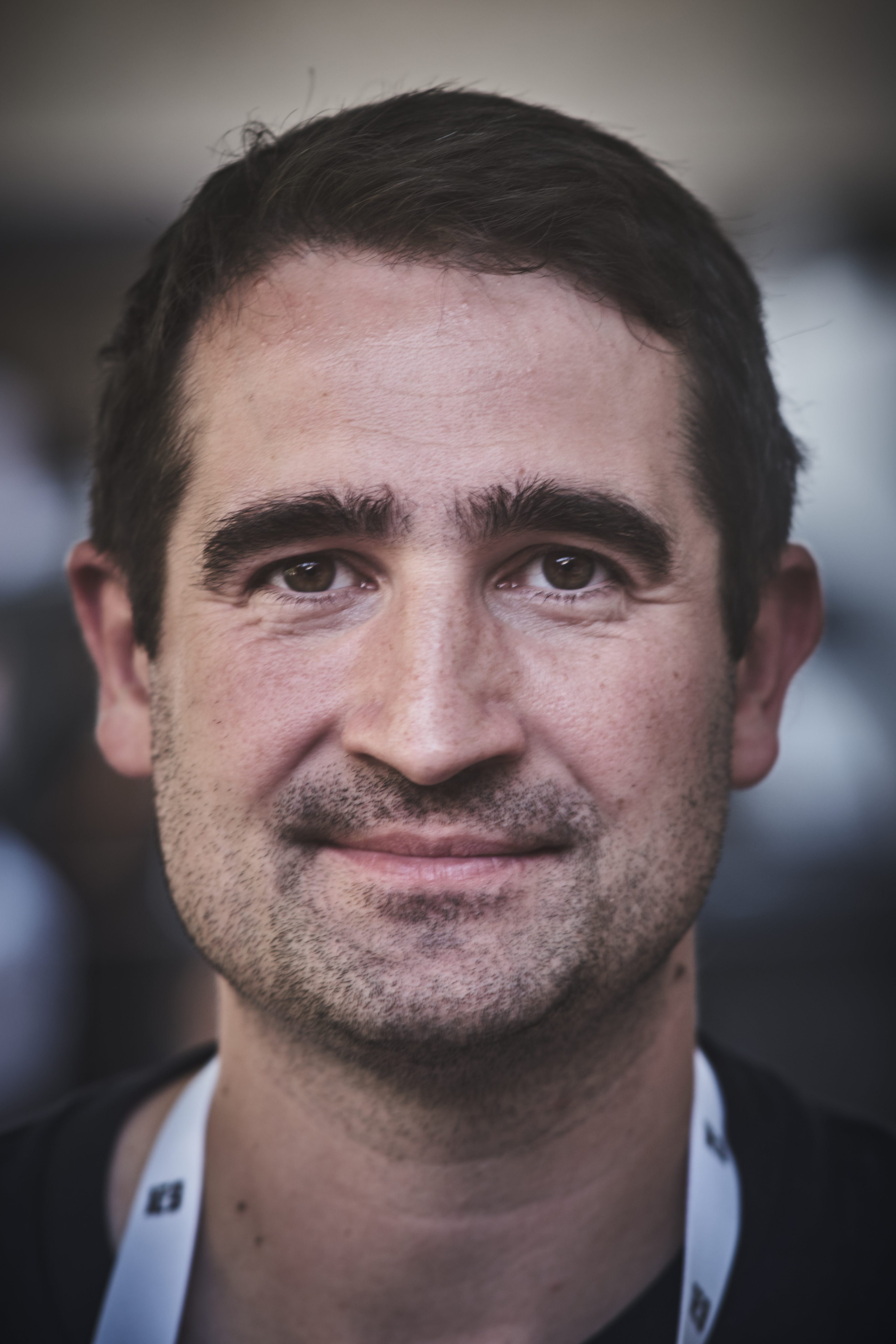
Christoph Jentzsch au Festival du Futur (Festival der Zukunft) du 1E9 et du Deutsches Museum (Munich, Allemagne le 22 juillet 2022)

En juin 2016, des utilisateurs exploitent une vulnérabilité dans le code de The DAO pour détourner un tiers de ses fonds vers un compte filiale. La communauté Ethereum décide alors, de manière controversée de hard-fork la blockchain Ethereum pour restaurer les fonds du contrat d'origine. Cet événement divise la blockchain Ethereum en deux branches, chacune avec sa crypto-monnaie associée. La blockchain originale non forkée continue sous le nom d'Ethereum Classic.
En septembre 2016, le jeton de valeur de The DAO, connu sous le ticker « DAO », est retiré de la liste des principales bourses de crypto-monnaie (telles que Poloniex et Kraken). The DAO était devenue obsolete,.

## Histoire
Le code informatique open source à l'origine de l'organisation est principalement écrit par Christoph Jentzsch et publié publiquement sur GitHub, où d'autres contributeurs ajoutent et modifient son code. Simon Jentzsch, le frère de Christoph Jentzsch, est alors également impliqué dans l'entreprise.
The DAO est lancée le 30 avril 2016 avec un site Web et un financement participatif de 28 jours pour financer l'organisation.
La vente de jetons permet de récolter plus de US$34 million au 10 mai 2016, et plus de US$50 million d'Ether (ETH) - le jeton de valeur numérique du réseau Ethereum - au 12 mai, et plus de US$100 million au 15 mai 2016,. Le 17 mai 2016, le plus grand investisseur de la DAO détenait moins de 4 % de tous les jetons DAO et les 100 principaux détenteurs détenaient un peu plus de 46 % de tous les jetons DAO. La valeur en Ether du fonds à date du 21 Mai 2016 s'élève à plus de US$150 million, provenant de plus de 11 000 investisseurs.
En mai 2016, The DAO comprend près de 14 % de tous les jetons Ethereum émis à l'époque.
Le 28 mai 2016, les jetons de The DAO deviennent négociables sur plusieurs plateformes d'échange de crypto-monnaie,.
Un article publié en mai 2016 relève un certain nombre de vulnérabilités de sécurité associées à The DAO et recommande aux investisseurs de The DAO de ne pas demander à la DAO d'investir dans des projets jusqu'à ce que les problèmes soient résolus. Un développeur Ethereum sur GitHub signale une faille relative aux « appels récursifs ». Le 9 juin, Peter Vessenes, fondateur de la Blockchain Foundation, en parle sur son blog. Le 14 juin, des correctifs sont proposés et attendent l’approbation des membres de The DAO.
Le 16 juin, des blogueurs affiliés à l'Initiative for CryptoCurrencies & Contracts (IC3) attirent l'attention sur les vulnérabilités des appels récursifs.
Le 17 juin 2016, The DAO est victime d'une attaque exploitant une combinaison de vulnérabilités, dont celle concernant les appels récursifs. Celle-ci entraîne le transfert de 3,6 millions d'Ether - environ un tiers des 11,5 millions d'Ether qui avaient été engagés dans la DAO - évalués à l'époque à environ 50 millions de dollars,. Les fonds sont transférés sur un compte soumis à une période de conservation de 28 jours selon les termes du contrat intelligent Ethereum et n'ont donc pas réellement disparu.
Les membres de la DAO et de la communauté Ethereum débattent de la marche à suivre, certains qualifiant l'attaque d'immorale mais valide, car elle ne violait pas les règles de la DAO telles que codées, tandis que d'autres appellent à la réappropriation des jetons Ethereum et à la fermeture de The DAO. Le community manager de The DAO, Griff Green, organise un groupe de développeurs bénévoles connu sous le nom de The White Hat Group pour récupérer les fonds des 500 autres portefeuilles avant qu'ils ne soient également piratés. Finalement, le 20 juillet 2016, le réseau Ethereum est hard forké pour déplacer les fonds de The DAO vers une adresse de récupération où ils pourraient être échangés contre des Ethereum par leurs propriétaires d'origine. Certains cependant continuent à utiliser la blockchain Ethereum originale non forkée, désormais appelée « Ethereum Classic ».
En septembre 2016, Poloniex retire de la liste les paires de trading The DAO, suivi par Kraken en décembre 2016.

## Opération
The DAO est une organisation autonome décentralisée existant sous la forme d'un ensemble de contrats sur la blockchain Ethereum, sans adresse physique ni responsables dotés d'une autorité formelle. La théorie sous-jacente à The DAO est que le fait de garder le pouvoir opérationnel directement entre les mains des propriétaires, sans le déléguer aux gestionnaires, garantirait que les fonds investis seraient utilisés dans le meilleur intérêt des propriétaires, résolvant ainsi le problème principal-agent.
En tant qu'organisation sur la chaîne, la DAO revendiquait un complète transparence, puisque tout était fait selon le code que tout le monde pouvait voir et auditer. Cependant, la complexité de la base de code et le déploiement rapide de The DAO signifiaient que ni les développeurs, ni les auditeurs, ni les propriétaires ne pouvaient garantir le comportement prévu de l'organisation, l'attaquant éventuel trouvant une faille inattendue.
The DAO est destinée à fonctionner comme « un hub qui distribue des fonds (actuellement en Ether, le jeton de valeur Ethereum) aux projets ». Les investisseurs reçoivent des droits de vote au moyen d'un jeton d'actions numérique; ils votent sur les propositions soumises par les entrepreneurs, et un groupe de conservateurs bénévoles s'assure que les projets sont légaux et que les entrepreneurs sont correctement identifiés avant de les mettre sur liste blanche. Les bénéfices des investissements sont reversés à leurs parties prenantes comme spécifié dans un contrat intelligent sur la chaîne.
The DAO ne détenait pas l'argent des investisseurs; à la place, les investisseurs possédaient des jetons DAO qui leur donnaient le droit de voter sur des projets potentiels. N’importe qui pouvait retirer ses fonds au moment du premier vote.
Le lien de The DAO avec Ether permet aux gens d'envoyer leur argent depuis n'importe où dans le monde sans fournir aucune information d'identification.
Afin de fournir une interface avec les structures juridiques du monde réel, les fondateurs de The DAO ont créé une société basée en Suisse, « DAO.Link », enregistrée en Suisse en tant que société à responsabilité limitée (SARL), apparemment co-fondée par Slock.it et la bourse de devises numériques Bity SA basée à Neuchâtel. Selon Jentzsch, DAO.Link est constituée en Suisse parce que la loi locale lui permettait de « recevoir de l'argent d'une source inconnue tant que vous savez où il va ».

## Commercialisation
En mai 2016, le média TechCrunch décrit The DAO comme « un changement de paradigme dans l'idée même d'organisation économique. ... Elle offre une transparence complète, un contrôle total des actionnaires, une flexibilité sans précédent et une gouvernance autonome. ».

## Risques
En mai 2016, le plan prévoit que The DAO investisse de l'Ether dans des entreprises. Elle soutiendrait les entrepreneurs et recevrait en échange de ceux-ci des « conditions de paiement claires ».[réf. nécessaire] Les organisateurs présentent The DAO comme offrant aux investisseurs un retour sur investissement via ces « conditions de paiement claires » et préviennent les investisseurs d'un « risque important » que les entreprises financées échouent.
Les risques comprennent les vecteurs attaques informatiques et les erreurs de programmation,. Les risques supplémentaires comprennent le manque de précédents juridiques : on ne sait pas comment les gouvernements et leurs organismes de réglementation traiteraient les entreprises et les contrats de The DAO. Par exemple, les systèmes juridiques pourraient ne pas reconnaître l’existence d’un voile corporatif protégeant les investisseurs de la responsabilité juridique et financière individuelle pour les actions entreprises par The DAO et ses sous-traitants. Il n'était pas clair si The DAO vendait des titres, qui sont hautement réglementés, et si oui, quel type de titres.

## Propositions d'investissement
Slock.it (une entreprise allemande spécialisée dans la blockchain) et Mobotiq (une start-up française de véhicules électriques ) sont répertoriées comme recherchant un financement potentiel sur le site Web daohub.org pendant la « période de création » de mai. Les deux frères Jentzsch sont alors également impliqués dans Slock.it.

## Incertitudes concernant la régulation
Le 25 juillet 2017, la Securities and Exchange Commission des États-Unis publie un rapport sur les Initial coin offering (ICO) et The DAO, étudiant « si la DAO et les entités et individus associés ont violé les lois fédérales sur les valeurs mobilières avec des offres et des ventes non enregistrées de jetons DAO en échange d'« Ether », une monnaie virtuelle ». La SEC conclu que les jetons DAO vendus sur la blockchain Ethereum étaient des valeurs mobilières et donc des violations possibles des lois américaines sur les valeurs mobilières.